# 43-й саммит G7
43-й саммит «Большой семёрки» (G7) — международная встреча, прошла 26—27 мая 2017 года в Таормине, в Италии.
Первоначально планируемым местом проведения саммита была Флоренция, но позднее оно было перенесено в Таормину. Саммит имел большое политическое значение, так как он прошёл после выборов в Германии и сразу после выборов во Франции, а также это была первая встреча президента США Дональда Трампа и президента Франции Эмманюэля Макрона с главами государств G7.

## Участники
| Страна           | Представитель    | Должность             |
| Канада           | Джастин Трюдо    | Премьер-министр       |
| Франция          | Эмманюэль Макрон | Президент             |
| Германия         | Ангела Меркель   | Канцлер               |
| Италия           | Паоло Джентилони | Премьер-министр       |
| Япония           | Синдзо Абэ       | Премьер-министр       |
| Великобритания   | Тереза Мэй       | Премьер-министр       |
| США              | Дональд Трамп    | Президент             |
| Европейский союз | Жан-Клод Юнкер   | Председатель комиссии |
| Европейский союз | Дональд Туск     | Председатель совета   |